# Rosario Central Fútbol Playa

## Rosario Central
Rosario Central es el primer club en practicar fútbol playa en la República Argentina. Se encuentra a la vera del Río Paraná, en Rosario, provincia de Santa Fé. Dueño de la primera cancha oficial del país.

## Historia
El fútbol playa en Rosario comenzó a finales del 2014, cuando un grupo de entusiastas simpatizantes del Club Atlético Rosario Central tomaron la iniciativa de desarrollar la disciplina en el "Caribe Canalla", una de las sedes de la entidad ubicada en el mismo predio donde está emplazado el estadio “Gigante de Arroyito”, en la costanera de la ciudad, a escasos metros del Río Paraná. En diciembre de 2014 se creó la Subcomisión de Fútbol Playa y pocos meses después llevó a cabo las obras de construcción del primer estadio de fútbol playa del país, bajo el reglamento F.I.F.A. El mismo recibió el nombre de Ángel Di María y es el lugar donde todas las divisiones (desde el primer equipo hasta los más jóvenes) entrenan y tienen su localía. Con el tiempo, y con mucho esfuerzo, el crecimiento y el trabajo dedicado empezaron a dar sus frutos para ser, hoy en día, el actual subcampeón de América y el vigente campeón del Cuadrangular Internacional de Campeones "Ciudad de Rosario".

## Plantel

### Jugadores
Arqueros:
Baldi Julián
Urruti Adrian
Zagueros:
Alvarez Mauricio 
Brunet Juan Pablo
Oroño Facundo
Alas:
Mastroberardino Javier 
Valenciano Francisco 
Vazquez Valentino
Guacci Pablo
Pivots:
Verona Valentino 
Quiles Dario
Cuerpo Técnico
Directores Técnicos: Andrés Arteta.
Ayudante de campo: Longo Hugo.

## Citación de Jugadores a la Selección
El crecimiento y los logros obtenidos por el plantel Rosario Central, el llamado para vestir la camiseta de la Selección Argentina de Fútbol Playa no se hizo esperar.
En esta lista, los primeros en ser llamados fueron el arquero Sebastián Azimonti y el pivot Maximiliano Ponzetti (hoy retirado del plantel), quienes participaron de la Copa Pilsener en 2016, obteniendo el 3er puesto. Además, el guardametas disputó varios de los amistosos con el combinado nacional e integró la plantilla que jugó la última Copa América en Santos, Brasil.
Otro de los jugadores del plantel que se sumó al combinado albiceleste es el capitán Hugo Luis Longo. El zaguero canalla es uno de los máximos referentes. Hoy retirado de las canchas pero siempre aportando desde el lugar
Al día de hoy, y tras las grandes participaciones en los distintos certámenes disputados, muchos de los futbolistas de Central fueron convocados por equipos sudamericanos para jugar sus competencias y permanecen bajo la mirada de los encargados de la Selección Argentina.
Àngelo Agustini y Luciano Donato fueron otros canallas convocados a sumarse a los entrenamientos de la selección mayor. Siempre aportando calidad y garra canalla al equipo nacional. Pr su lado los juveniles Lucas Ponzetti y Nicanor Maciel fueron otros de los convocados para sumarse al plantel nacional sub-20 con destacada participación en el pasado Sudamericano disputado en Pocitos, Montevideo- Uruguay 2017 logrando el subcampeonato del torneo internacional mostrando gran nivel y proyección. 

## Copa Libertadores de América 2016
En 2016, la Conmebol decidió llevar a cabo la primera Copa Libertadores de Fútbol Playa. La misma se disputó en Praia do Gonzaga, en Santos (Brasil) y su fecha de inicio estaba pautada para diciembre pero debió ser corrida para enero de 2017 tras el accidente aéreo del Club Chapecoense.
El Club Atlético Rosario Central obtuvo la plaza para representar a Argentina y no defraudó. Midiéndose ante rivales de importante talla y jerarquía, obtuvo el subcampeonato de América, cayendo en la final ante Vasco Da Gama, uno de los mejores equipos del mundo.
Así fue el desarrollo de la Copa Libertadores:

### Fase Grupos
(Se trataba de nueve equipos divididos en dos zonas, en las que jugarían todos contra todos y clasificarían a semifinales los dos primeros de cada una).
Grupo A: Lo ganó el Vasco Da Gama (Brasil) con 12 puntos. El segundo fue Deportes Iquique (Chile). Más atrás quedaron Malvin de Uruguay, Hamacas de Bolivia y Reales de Miranda de Ecuador.
Grupo B: Rosario Central se quedó con el primer lugar con 6 puntos y clasificó junto a Punta Hermosa (Perú), Más atrás quedaron Santa Marta de Colombia y Puerta del Lago de Paraguay.

#### Fase de eliminación
Semifinales:
Rosario Central igualó 4-4 en el tiempo reglamentario y el alargue ante Deportes Iquique y se clasificó finalista al imponerse 3 a 2 en los penales.
Mientras que, Vasco Da Gama se metió en el desenlace de la Copa tras golear a Punta Hermosa por 11 a 1.
Final:
Vasco Da Gama le ganó 8-1 a Rosario Central y se consagró campeón.

## Palmarés
El Club Atlético Rosario Central ha sido protagonista de cada certamen en el que ha participado, no habiendo bajado del tercer lugar y sosteniendo un nivel que le ha permitido, en poco tiempo, posicionarse de la mejor manera en Sudamérica.
A continuación, los logros obtenidos:
Campeón de la Copa Ciudad de Fraybentos (Fraybentos - Uruguay, 2015).
Campeón de la Copa Río Uruguay (Paysandú – Uruguay, 2015).
Tercer puesto en la Copa Desafío Internacional de Clubes (Barra da Lagoa – Brasil, 2015).
Campeón de la Copa Río Uruguay (Paysandú – Uruguay, 2016).
Subcampeón en la Copa Uruguay (Montevideo – Uruguay, 2016).
Campeón del Cuadrangular Internacional de Campeones “Ciudad de Rosario” (Rosario – Argentina, 2016).
Subcampeón de la Copa Libertadores de América (Santos – Brasil, 2017)
Campeón de la Copa “Río Uruguay” (Paysandú – Uruguay, 2017).
Campeón 1.ª Liga Asociación Rosarina de Fútbol (ARF) avalado por AFA 2018

## Actualidad
Al día de hoy, Central es el 